# Amarillo
Amarillo er en by i den vestlige del af den amerikanske delstat Texas med 200.393(2020) indbyggere.
Den har navn efter det spanske ord amarillo, som betyder "gul" og refererer til bredderne ved den nærliggende Amarillo-sø og Amarillo-floden, som er farvet gule af jordlaget. Byen er administrativt centrum i det amerikanske county Potter County.
Byen blev grundlagt i 1887. Amarillo er blandt andet kendt for sin kvægavl og kødindustri samt for sin heliumfremstilling.
Den kendte landevej, Route 66, går gennem Amarillo.